# Washtucna
Washtucna és una població dels Estats Units a l'estat de Washington. Segons el cens del 2000 tenia 260 habitants.

## Demografia
Segons el cens del 2000, Washtucna tenia 260 habitants, 110 habitatges, i 72 famílies. La densitat de població era de 185,9 habitants per km².
Dels 110 habitatges en un 32,7% hi vivien nens de menys de 18 anys, en un 50% hi vivien parelles casades, en un 11,8% dones solteres, i en un 34,5% no eren unitats familiars. En el 32,7% dels habitatges hi vivien persones soles el 10,9% de les quals corresponia a persones de 65 anys o més que vivien soles. El nombre mitjà de persones vivint en cada habitatge era de 2,36 i el nombre mitjà de persones que vivien en cada família era de 2,96.
Per edats la població es repartia de la següent manera: un 28,5% tenia menys de 18 anys, un 3,8% entre 18 i 24, un 23,8% entre 25 i 44, un 28,1% de 45 a 60 i un 15,8% 65 anys o més.
L'edat mediana era de 41 anys. Per cada 100 dones de 18 o més anys hi havia 91,8 homes.
La renda mediana per habitatge era de 34.688 $ i la renda mediana per família de 45.000 $. Els homes tenien una renda mediana de 31.964 $ mentre que les dones 33.750 $. La renda per capita de la població era de 17.487 $. Aproximadament el 16,2% de les famílies i el 20,1% de la població estaven per davall del llindar de pobresa.

## Poblacions més properes
El següent diagrama mostra les poblacions més properes.